# Bruine essenuil
De bruine essenuil (Lithophane semibrunnea) is een nachtvlinder uit de familie van de uilen, de Noctuidae.
De voorvleugellengte bedraagt tussen de 16 en 20 millimeter. De soort komt kent een verbrokkelde verspreiding voor over Noord-Afrika, Centraal en Zuid-Europa en Voor-Azië. Hij overwintert als imago, paring vindt plaats na de overwintering.

## Waardplanten
De bruine essenuil heeft de gewone es als waardplant, en misschien ook sleedoorn en eik.

## Voorkomen in Nederland en België
De bruine essenuil is in Nederland en België een zeldzame soort. De vlinder kent één generatie die vliegt van eind augustus tot en met november en na de overwintering tot in mei.